# Bep Zaal
Bep Zaal (Rotterdam, 4 november 1932 – Rotterdam, 30 januari 2014)) was een Nederlands voetballer die als verdediger speelde voor Feijenoord, Hermes DVS, Sparta Rotterdam en Xerxes.
Na eerder te hebben gespeeld voor Feijenoord en Hermes DVS debuteerde Zaal voor Sparta Rotterdam op 15 augustus 1957, in de met 3-0 gewonnen uitwedstrijd tegen NOAD. Hij won met Sparta de Eredivisie in 1959 en de KNVB Beker in 1958 en 1962.